# Krupp Knapsack

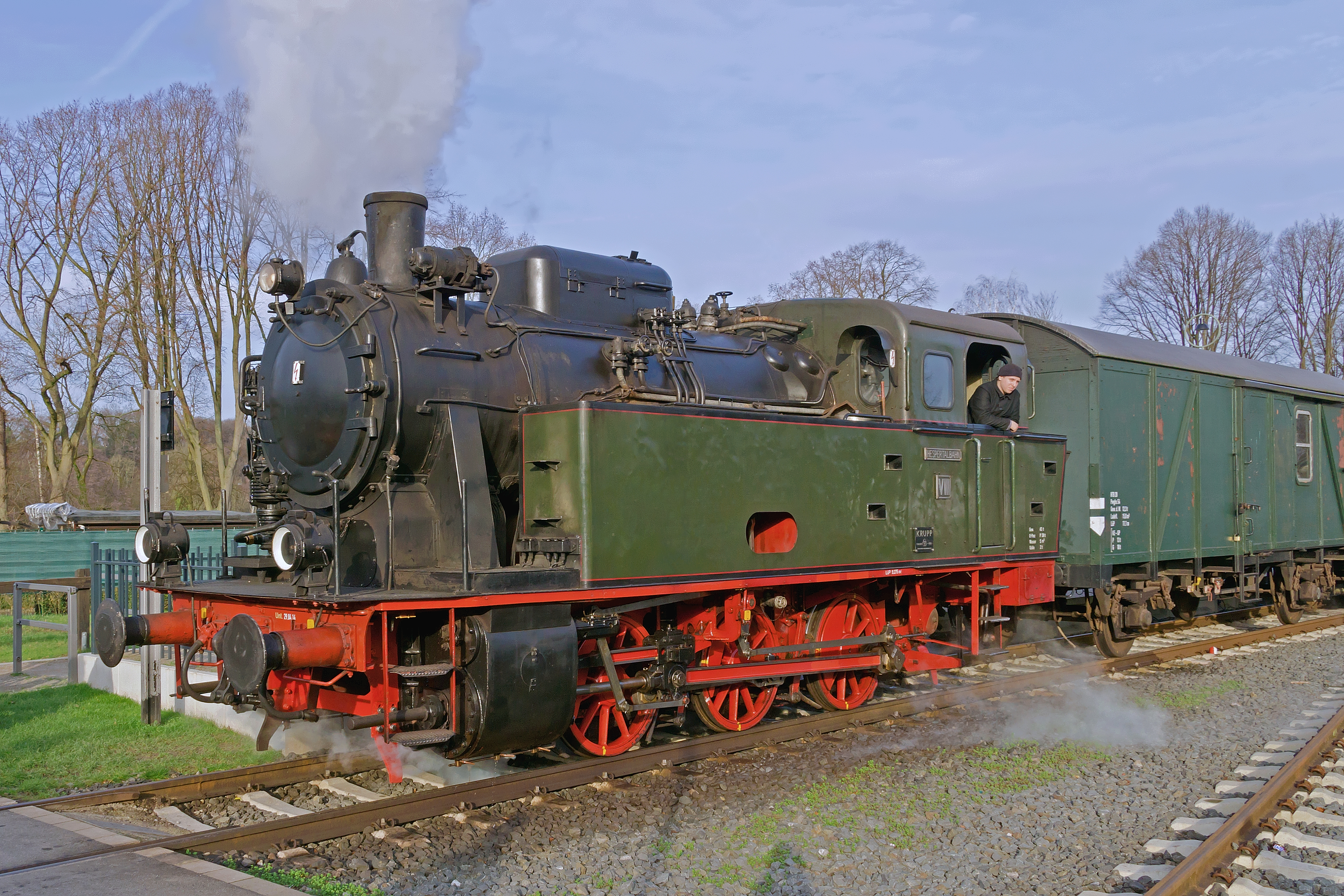
La Knapsack de la Hespertalbahn (en 2015).

La Krupp « Knapsack » est une locomotive à vapeur tender à trois essieux couplés (classe UIC "C") du programme d'après-guerre de Lokomotiv- und Waggonbaufabrik (de) Krupp, à Essen. Sa conception est basée sur une machine construite en un seul exemplaire, livrée en 1935 à la société des engrais azotés (AG für Stickstoffdünger) à Hürth-Knapsack (de), localité d'où dérive la désignation de ce type de locomotive.
D'une puissance d'environ 400 CV et d'une vitesse maximum de 45 km/h, cette machine était principalement utilisée pour le transfert de bardages industriels et la manœuvre.

## Histoire
De 1949 à 1961, douze locomotives de ce type ont été livrées à huit opérateurs différents en Allemagne, et trois autres exemplaires ont été exportés vers la Turquie en 1953 et 1960. L'exploitant le plus important de la Knapsack a été la mine de charbon Zeche Niederberg (de) à Neukirchen-Vluyn (Rhénanie-du-Nord-Westphalie) qui a d'ailleurs utilisé jusqu'à cinq machines.
En 2016, on compte six machines préservées, dont une en état de marche sur le Hespertalbahn (de). Un autre engin a été acquis par l'association belge PFT qui envisage de la remettre en service sur le Chemin de fer du Bocq.